# 데이터 유출 방지
데이터 유출 방지(Data Loss Prevention)은 내부정보 유출방지, 정보유출방지 등으로 혼용되어 사용된다. 보통 DLP로 축약하여 표시된다. 데이터 유출 방지 소프트웨어는 메신저, 웹메일, 웹하드, 프린터, USB등 다양한 경로로 정보가 흘러나가는 것을 기록/통제하는 기술이다. 사전통제 뿐만 아니라 유출사고 발생 후 기록을 토대로 유출자, 유출경로 등을 추적하는데 사용되기도 한다. 데이터 유출은 해커의 해킹행위로 발생한다고 생각할 수 있으나 실제로는 내부자에 의한 데이터 유출이 81.4%에 이른다. 데이터 유출 방지 기능은   내부자에 의한 정보유출 행위와 해커 및 권한 없는 외부인의 PC 불법 접근 후 데이터를 유출하는 행위를 차단, 통제, 기록한다.
PC, 서버 등 단말에서 내부 데이터 유출을 통제하는 기술은 엔드포인트 DLP(Enpoint DLP)라고 불린다. 사외망으로 통하는 네트워크 끝단에서 내부 데이터 유출을 통제하는 기술은 네트워크 DLP (Network DLP)로 불린다. 글로벌 IT 자문회사 가트너(Gartner)는 엔드포인트와 네트워크 구간을 모두 통제하는 솔루션을 Enterprise DLP로 명시하고 있다.

## 주요 개발업체
- 국내 업체
  - 소만사
  - SK인포섹
  - 안랩
  - 지란지교 소프트
  - 세이퍼존
  - 워터월시스템즈

- 해외 업체
  - 시만텍
  - 맥아피
  - 디지털 가디언
  - 포스포인트

## 같이 보기
- 엔드포인트 위협탐지 및 대응